# Noguera de Vallferrera
La Noguera de Vallferrera és un riu pirinenc que neix al circ de Baiau, al nord-est del Pallars Sobirà (a tocar de la frontera occidental d'Andorra) i s'uneix a la Noguera de Cardós per l'esquerra. La seva conca és constituïda per la Vall Ferrera, que li dona el nom, i que comprèn un desnivell de 2.318 m (des dels 3.143 de la Pica d'Estats fins als 825 m del seu aiguabarreig amb la Noguera de Cardós). El seu principal afluent és la Noguera de Tor, que si li uneix per l'esquerra just abans d'Alins.
Globalment pertany a la conca de l'Ebre, després que les seves aigües hagin alimentat, ultra la Noguera de Cardós, la Noguera Pallaresa i el Segre.
A les seves ribes hi ha els pobles d'Àreu, Alins, Ainet de Besan i Araós.
Pel fet d'estar situat al Pirineu axial, el seu règim és nival de transició (vers pluvial), amb màxim principal a la primavera (juny) a causa de la fosa de les neus, que correspon al doble del cabal mitjà, i un màxim secundari de tardor d'origen pluvial. El mínim es dona el gener.
En el seu curs es troba la presa de Vallferrera, situada prop del Pla de la Farga, a una altitud de 1.468,8 metres. La presa deriva aigua el riu Noguera de Vallferrera cap a la presa de Montalto, situada a la capçalera de la vall de Cardós a 1.380 metres d’altitud. La canalització que connecta els dos embassaments té una longitud de 5.617 metres i travessa la serra de Montarenyo.